# Santuario de Nuestra Señora de la Peña de Francia

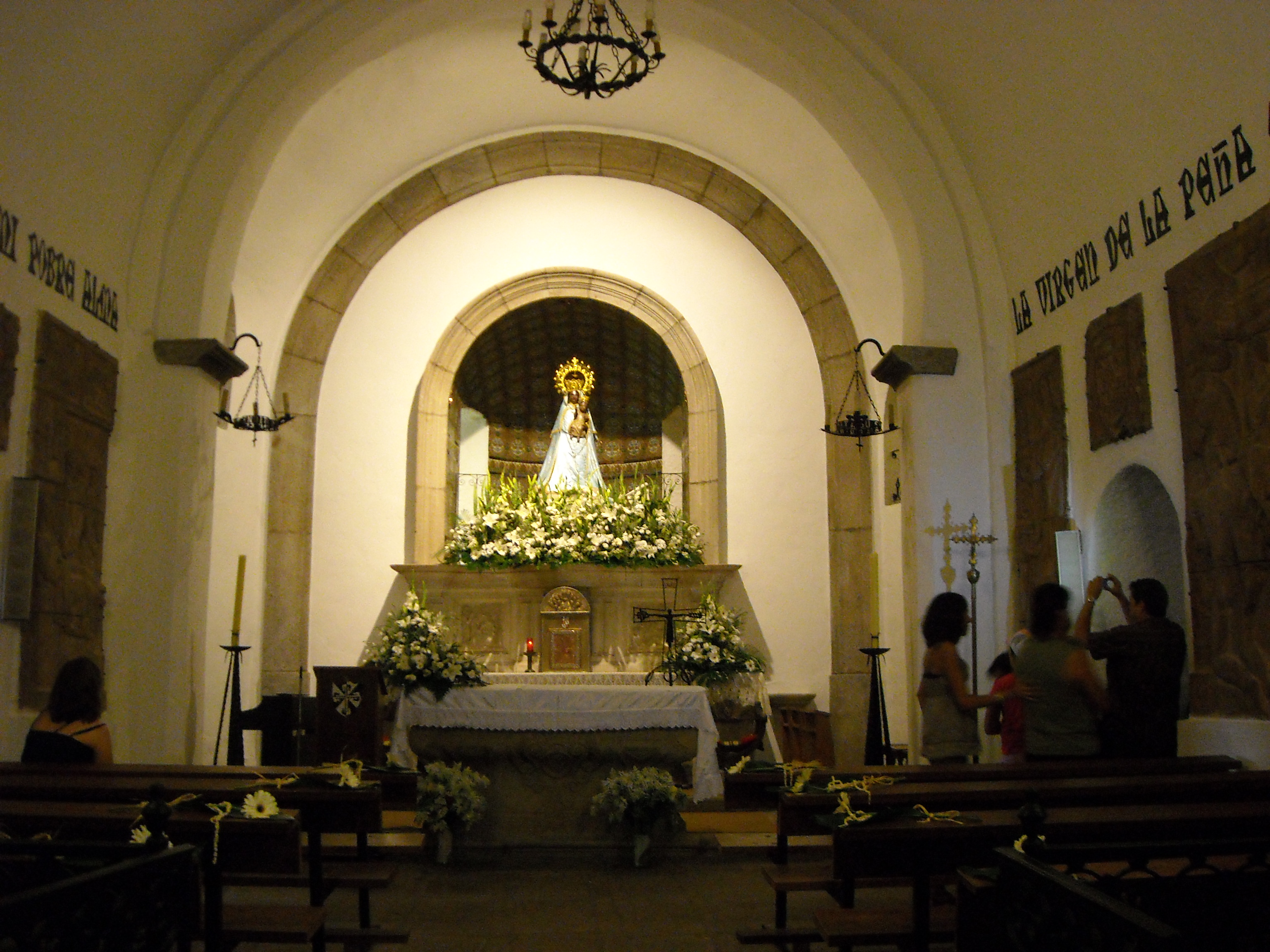
Santuario de Nuestra Señora de la Peña de Francia

Das spanische Dominikanerkloster Santuario de Nuestra Señora de la Peña de Francia in der Gemeinde El Cabaco auf dem Berg Peña de Francia ist der Mariengeburt geweiht. Maria ist die Patronin der Provinz Salamanca, von Ciudad Rodrigo und der Region Kastilien-León. 
Im Winter ist Nuestra Señora de la Peña de Francia auf einer Höhe von 1727 m praktisch unzugänglich, doch im Sommer kommen viele Pilger. Das Sanktuarium besteht aus einer Kirche, einem Konvent und drei Kapellen außerhalb: die Weiße Kapelle (wo Simón Vela das Marienbild gefunden hat), Saint-André und Santo Cristo.  
Gemäß der Legende hat der französische Pilger Simon Rolland (* 1384 in Paris; † 1438) nach einem Traum lange Zeit in Frankreich ein Bild der Jungfrau gesucht. Nachdem er den Weg nach Santiago gemacht hatte, hörte er in Salamanca den Namen des Berges und suchte ihn auf. Am dritten Tag seiner Suche, am 14. Mai 1434, hatte er eine Marienerscheinung am Ort, worauf er ein römisches Marienbild am Fuß des Berges in der Erde fand. Er änderte seinen Namen in Simón Vela [span. velar = (be)wachen] und widmete sein weiteres Leben der Verehrung des gefundenen Bildes.

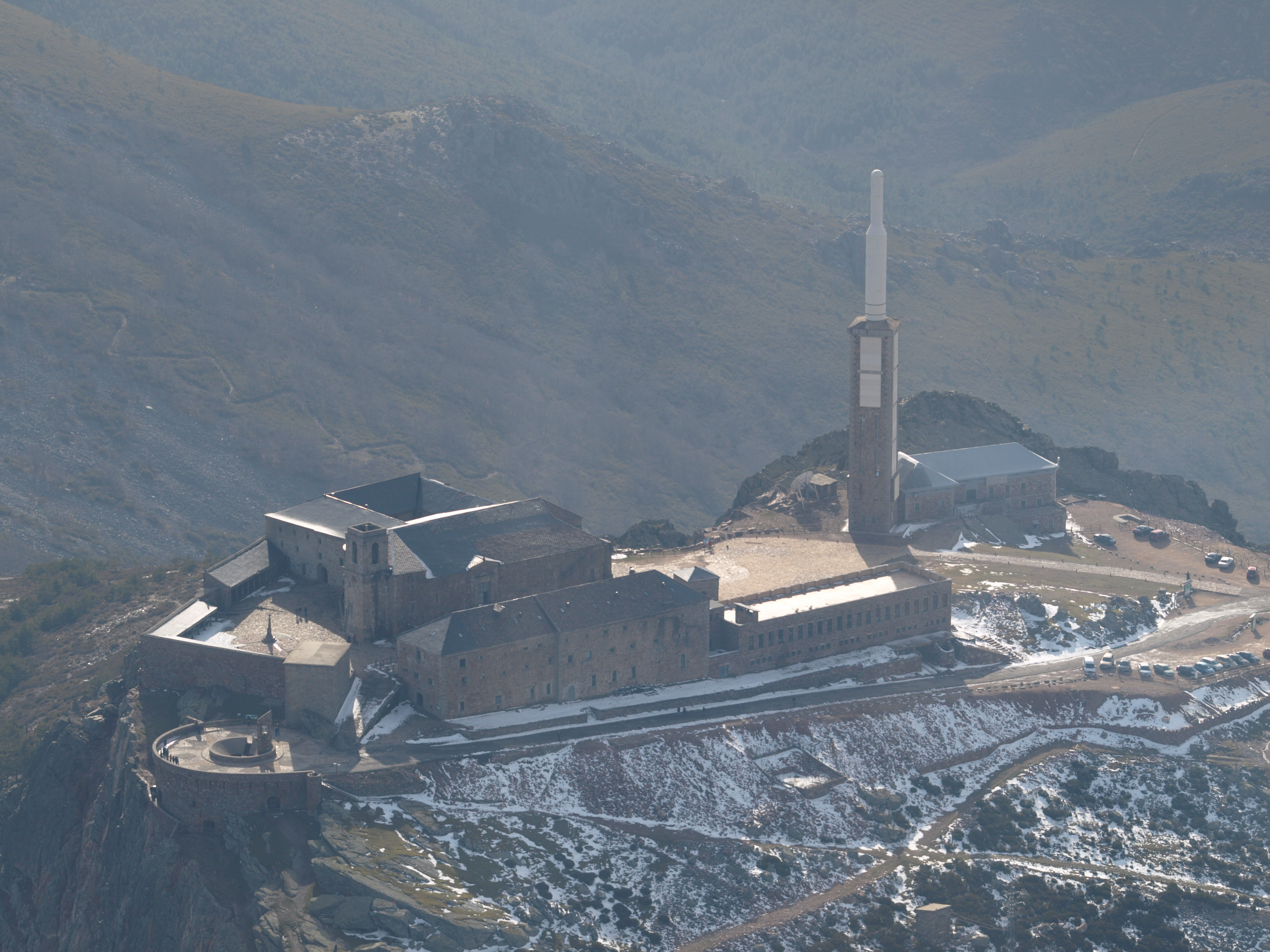
Blick auf den Gipfel

Das Kloster musste 1835 wegen der Desamortización von Mendizábal schließen, doch kamen die Dominikaner im Jahr 1900 wieder.   
Zum 500. Jahrestag der Bildnisauffindung hat 1934 der französische Hispanist und Katholik Maurice Legendre eine Pilgerfahrt zum Heiligtum organisiert. Legendre wurde nach seinem Tod 1955 im Folgejahr bei der Kirche beerdigt. 

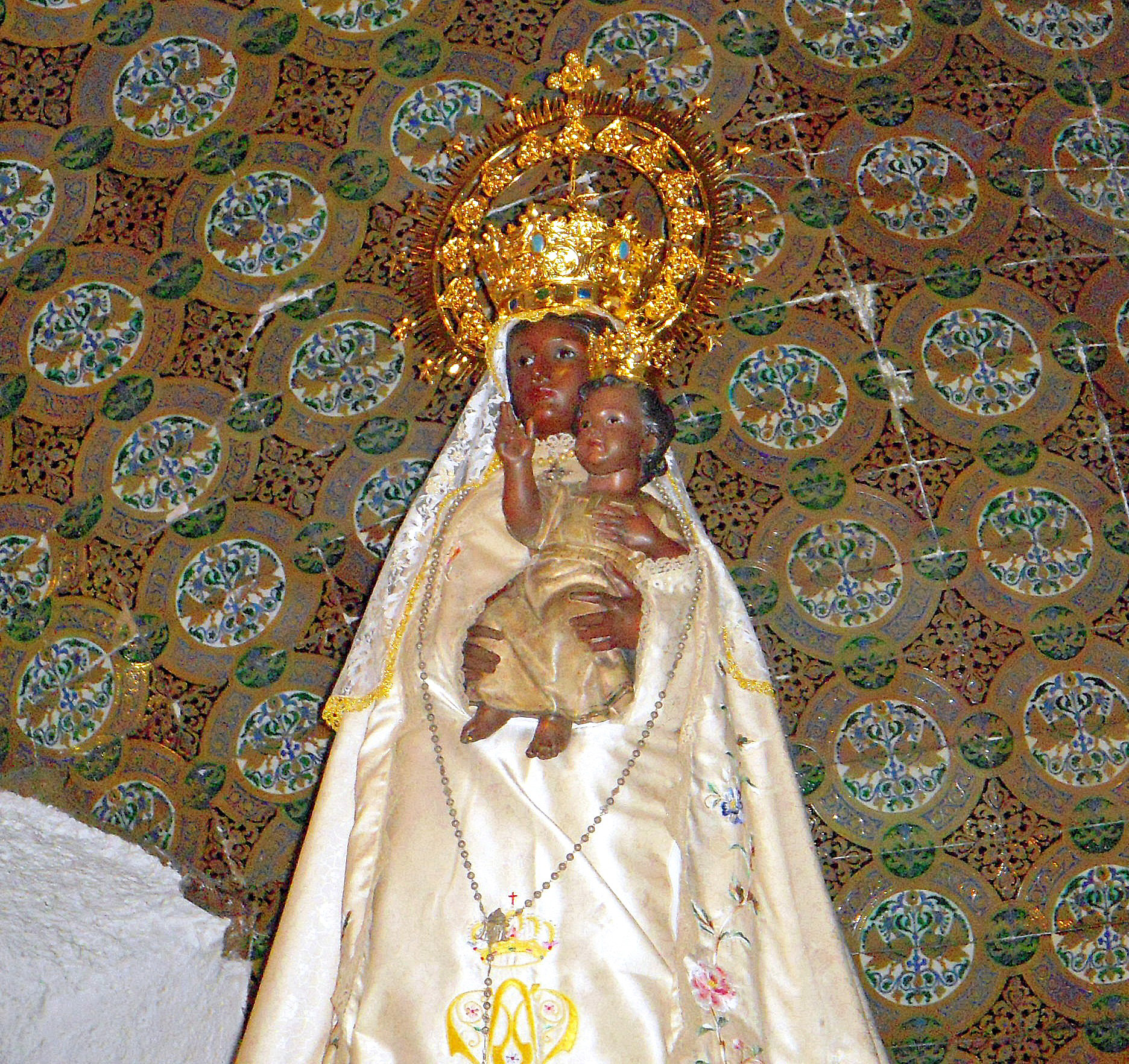
Marienbild

## Einzelbelege
1. ↑  Fernando Soria Heredia: El Santuario de Nuestra Señora de Peña de Francia. Editorial San Esteban, 1988, ISBN 978-84-300-6835-7 (google.de [abgerufen am 10. September 2020]).

Koordinaten: 40° 30′ 45,7″ N, 6° 10′ 8,1″ W